# 同窓會
『同窓會』（どうそうかい）は、村下孝蔵が1999年9月8日にリリースした14枚目のオリジナル・アルバム。

## 背景
1994年にリリースした『愛されるために』以来5年ぶりのオリジナル・アルバムであるが、1999年に村下が逝去したため、結果的に生前最後に制作されたアルバムとなった。
楽曲たる「同窓会」が本作にも収録されているが、曲名が「同窓会」となっているのに対し、アルバムタイトルは『同窓會』と旧字体表記となっていることが特徴である。

## チャート成績
1999年9月20日付のオリコンチャートで初登場14位を獲得し、1983年にリリースされた『初恋〜浅き夢みし〜』以来16年ぶりのTOP20入りを果たした。

## 収録曲
| 全作詞・作曲: 村下孝蔵。 |                                  |           |            |                                         |      |
| #                        | タイトル                         | 作詞      | 作曲・編曲 | 編曲                                    | 時間 |
| 1.                       | 「メドレー「心の切り絵」」       | 村下孝蔵  | 村下孝蔵   | 水谷公生                                | 7:49 |
| 2.                       | 「ロマンスカー」                 | 村下孝蔵  | 村下孝蔵   | 水谷公生                                | 5:40 |
| 3.                       | 「だっこちゃん」                 | 村下孝蔵  | 村下孝蔵   | 水谷公生                                | 4:18 |
| 4.                       | 「南十字星」                     | 村下孝蔵  | 村下孝蔵   | 水谷公生                                | 4:14 |
| 5.                       | 「恋路海岸」                     | 村下孝蔵  | 村下孝蔵   | 水谷公生                                | 4:14 |
| 6.                       | 「夢からさめたら」               | 村下孝蔵  | 村下孝蔵   | 水谷公生                                | 3:35 |
| 7.                       | 「だめですか?」                  | 村下孝蔵  | 村下孝蔵   | 水谷公生                                | 4:19 |
| 8.                       | 「北斗七星」                     | 村下孝蔵  | 村下孝蔵   | 水谷公生                                | 4:22 |
| 9.                       | 「駄目な男」                     | 村下孝蔵  | 村下孝蔵   | 水谷公生                                | 4:27 |
| 10.                      | 「二人の午後」                   | 村下孝蔵  | 村下孝蔵   | 水谷公生                                | 4:28 |
| 11.                      | 「あなた踊りませんか」           | 村下孝蔵  | 村下孝蔵   | 水谷公生                                | 3:48 |
| 12.                      | 「この国に生まれてよかった」     | 村下孝蔵  | 村下孝蔵   | 水谷公生                                | 3:25 |
| 13.                      | 「16才」                         | 村下孝蔵  | 村下孝蔵   | 武沢豊                                  | 5:05 |
| 14.                      | 「素直」                         | 村下孝蔵  | 村下孝蔵   | 須藤晃                                  | 3:41 |
| 15.                      | 「同窓会」(アルバム・バージョン) | 村下孝蔵  | 村下孝蔵   | 水谷公生                                | 4:25 |
| 16.                      | 「引き算」                       | 村下孝蔵  | 村下孝蔵   | 水谷公生                                | 3:43 |
| 17.                      | 「初恋」(アルバム・バージョン)   | 村下孝蔵  | 村下孝蔵   | - 水谷竜緒 - コーラスアレンジ: 町支寛二 | 4:03 |
| 合計時間:                | 合計時間:                        | 合計時間: | 75:36      |                                         |      |

## 楽曲解説
1. メドレー「心の切り絵」
  - 「少女」「初恋」「踊り子」「夢のつづき」「ゆうこ」「初恋（新録）」のメドレー形式となっている。
  - 「初恋（新録）」では、1999年7月3日に東京・渋谷公会堂で行われた、お別れ会でのコーラスが使用されている[1]。
2. ロマンスカー
  - 1992年にリリースされたシングル。
  - 生前、村下が一番好きな曲で葬儀においても出棺の際に流された[1]。
3. だっこちゃん
4. 南十字星
5. 恋路海岸
  - 1989年にリリースされたアルバム『野菊よ 僕は…』に収録されている楽曲。
6. 夢からさめたら
  - 1987年にリリースされたアルバム『陽だまり』に収録されている楽曲。
7. だめですか?
  - 1994年にリリースされたアルバム『愛されるために』に収録されている楽曲。
8. 北斗七星
  - 1984年にリリースされたアルバム『花ざかり』に収録されている楽曲。
9. 駄目な男
  - 1991年にリリースされたアルバム『新日本紀行』に収録されている楽曲。
10. 二人の午後
  - 1986年にリリースされたアルバム『かざぐるま』に収録されている楽曲。
11. あなた踊りませんか
  - 先行シングル「16才」のカップリング曲。
  - 柳葉敏郎に提供した曲のセルフカバー。
12. この国に生まれてよかった
  - 1991年にリリースされたシングル。
  - 村下の音楽プロデューサーである須藤晃が、山口百恵の「いい日旅立ち」が好きで、それを村下流に楽曲を制作したという[1]。
13. 16才
  - 先行シングル。
  - アレンジはロックバンド『安全地帯』のギタリストである武沢豊が担当した[1]。
14. 素直
  - 村下自身がコーラス、ギター共に行った数少ない楽曲のひとつ[1]。
  - 「同窓会」のカップリング曲。
15. 同窓会 (アルバム・バージョン)
  - アルバム・バージョンとして収録されており、シングル・バージョンは前奏・間奏・後奏でシンセサイザー、歌の部分ではギターとパーカッションに比重を置いてまとめられているのに対し、アルバム・バージョンはピアノを導入してギターと組み合わせ、シンプルにまとめられている。村下の楽曲のうち、リミックス以外で1つの曲に対し2種類の全く異なるアレンジが存在する曲は本楽曲だけである。
16. 引き算
  - 生前最後にレコーディングされた楽曲[1]。
17. 初恋 (アルバム・バージョン)
  - 1983年にリリースされたアルバム『初恋〜浅き夢みし〜』収録されているバージョン。